# 韓思復
韓 思復（かん しふく、652年 - 725年）は、唐代の官僚。字は紹出。本貫は京兆府長安県。

## 経歴
貞観年間の左衛率の韓倫の孫にあたる。若くして祖父の長山県男の爵位を嗣いだ。はじめ梁王府倉曹参軍となり、汴州司戸参軍に転じた。その統治は寛大で、杖罰を行わなかった。母が死去して喪に服すにあたって、家が貧しかったため、思復は薪を売って喪を終えた。宰相の姚崇に抜擢されて司礼寺博士に任じられた。五度異動して礼部郎中となった。建昌王武攸寧の母が死去し、武攸寧が鼓吹を求めたが、思復はその中止を訴えた。王同晈の罪に連座して始州長史に左遷された。のちに滁州刺史・襄州刺史を歴任した。
景龍年間、思復は入朝して給事中となった。中宗が景龍観を造営すると、思復はこれを諫めたが、聞き入れられなかった。景雲元年（710年）、左散騎常侍の厳善思が譙王李重福の事件に連座して獄に下されると、絞首刑が相当と言上された。思復はこれに反対して厳善思が睿宗の即位に功績があることを上奏した。睿宗は思復の意見を聞き入れて、厳善思の死罪を免除し、静州に配流した。ほどなく思復は中書舎人に転じ、たびたび時政の得失を上疏して、多くは聞き入れられて用いられた。
開元初年、思復は諫議大夫となった。ときに山東で蝗害が大発生し、中書令の姚崇は、河南・河北の諸道に使者を分遣してバッタを殺し埋めさせるよう上奏した。思復は蝗害は天災であって、徳を修めて払うしかなく、人力による退治は不可能だと上疏した。玄宗が思復の上疏を姚崇に見せると、姚崇は思復を山東の蝗害に遭ったところを調べさせるよう求めた。思復は山東に赴いて調査し、帰還すると、実態を報告した。姚崇はさらに監察御史の劉沼に命じて追加調査させると、劉沼は姚崇の意を受けて、民衆を拷問し、以前の思復の報告を書き改めて奏聞した。これにより河南数州で賦税が免除された。思復は姚崇に陥れられて、徳州刺史として出され、絳州刺史に転じた。入朝して黄門侍郎となり、銀青光禄大夫の位を加えられた。裴漼に代わって御史大夫となった。思復は性格が無欲で執着がなく、老荘の言を好んで、法律制度の任には向いていなかった。ほどなく太子賓客に転じた。吏部侍郎に転じ、再び襄州刺史となった。召還されてまた太子賓客となった。開元13年（725年）、死去した。享年は74。
子の韓朝宗は天宝初年に京兆尹となった。曽孫の韓佽がまた知られた。

## 伝記資料
- 『旧唐書』巻101 列伝第51
- 『新唐書』巻118 列伝第43